# Hollman Morris

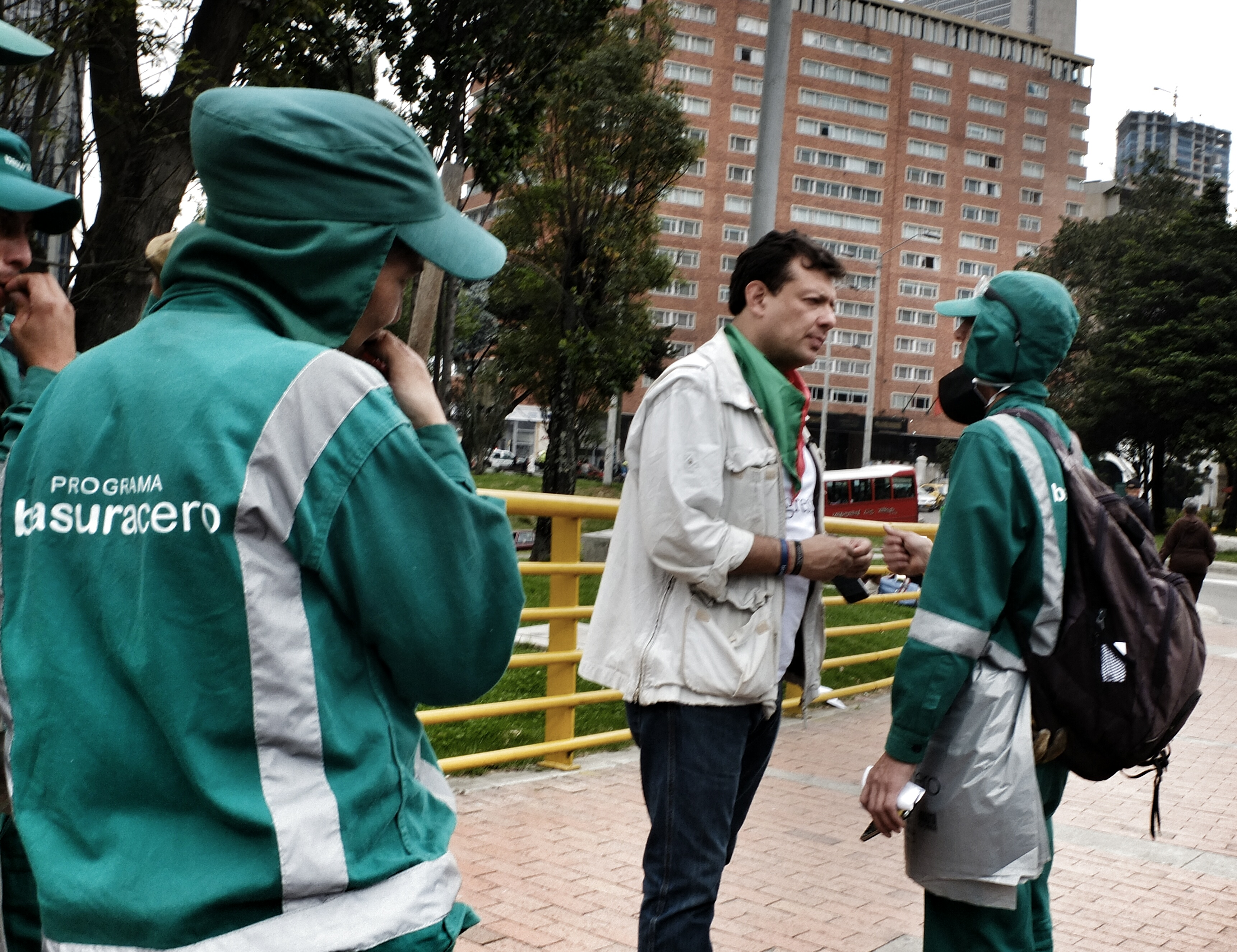
Hollman Morris

Hollman Felipe Morris (* 17. August 1968 in Bogotá, Kolumbien) ist ein kolumbianischer Fernsehjournalist, Dokumentarfilmer und Menschenrechtler. Er ist einer der prominentesten Menschenrechtler seines Landes.

## Leben
Hollman Morris wurde 1968 in Bogota geboren, studierte Soziologie und Journalismus an der Javeriana Pontifical Universität in Bogotá. Danach arbeitete er zunächst als Reporter bei diversen Radiostationen, so bei Radio Santa Fe, bevor er 1996 zum Fernsehen wechselte. Dort war für die Gesamtleitung der wöchentlichen Sendung "Contravia" (Gegen den Strom) zuständig. Auch arbeitete er zeitweise für andere Sendeanstalten im Ausland, so für die BBC, Channel 4 oder Radio France Inter. Für die Zeitung El Espectador war er als Redakteur tätig. Die rund 300 Sendungen seiner Sendung gelten gleichzeitig als bedeutendes zeitgenössisches Archiv des Bürgerkrieges in Kolumbien.
Zwischen dem Jahr 2000 und dem Jahr 2003 lebte er im Exil in Spanien, von 2010 bis 2011 erneut im Exil, diesmal in den USA.
Im Februar 2012 wurde bekannt, dass Morris zum Geschäftsführer des Fernsehsenders Canal Capital ernannt wurde.

## Wirken als Menschenrechtler
Morris ist zahlreichen Anfeindungen ausgesetzt, er erhielt unzählige Morddrohungen, der kolumbianische Geheimdienst beschattete ihn, man versuchte ihn als Mitglied der FARC Guerilla zu bezeichnen. In unzähligen Artikeln und Sendungen zeigte er die Verbrechen, die auf allen Seiten gegen die neutrale Zivilbevölkerung durchgeführt wurden: Massenmorde, Entführungen, Vertreibungen, systematische Einschüchterungen. Dabei macht er auch vor Kritik gegenüber dem kolumbianischen Staat nicht halt. 2010 dokumentierte er alles in dem Dokumentarfilm "Impunidad" (Straffreiheit). Dieser Film wurde auf Arte gezeigt. Seinem Beharren ist es zu verdanken, dass einige Fälle von Menschenrechtsverletzungen verfolgt wurden.
2011 erhielt er den Internationalen Nürnberger Menschenrechtspreis.

## Preise
- Curciolo de Periodistas de Bogota, Bogota, 2007.
- Nuevo Peridismo Iberoamerica, Garcia-Marquez-Fundacion, Monterrey, 2007.
- Menschenrechtsverteidiger (Titel), Human Rights Watch, New York, 2007.
- Chaikin Preis für Journalismus, Nacla, New York, 2010.
- Internationaler Nürnberger Menschenrechtspreis, Nürnberg, 2011.